# Summernats
Summernats ist eine Automobilmesse kombiniert mit einem Festival in der australischen Hauptstadt Canberra. Sie findet seit 1988 jedes Jahr während vier Tagen im Januar statt, ist die bekannteste Veranstaltung dieser Art in Australien und lockt viele Touristen an. Im Jahr 2005 wurde mit 119.000 Besuchern ein neuer Rekordwert erreicht.
Veranstaltungsort ist die Pferderennbahn Canberra Racecourse im Stadtteil Mitchell. Präsentiert werden zahlreiche mit Airbrush-Technik künstlerisch gestaltete Autos, oder solche, die liebevoll restauriert oder aufwändig getunt wurden. In zahlreichen Kategorien werden Preise vergeben, der Hauptpreis ist der Titel des „Summernats Grand Champion“. Daneben finden zahlreiche weitere Veranstaltungen statt wie Autokorsos, Feuerwerk, Burn-out-Wettbewerbe oder die Wahl einer „Miss Summernats“.